# Пига оливкова
Пига оливкова (Snowornis cryptolophus) — вид горобцеподібних птахів родини котингових (Cotingidae).

## Поширення
Вид поширений у тропічних дощових гірських лісах Колумбії, Еквадору та Перу.

## Опис
Пташка сягає завдовжки до 25 см, розмах крил 35 см, вага до 85 г.